# Mucsfa, Tolna
Mucsfa  este un sat în districtul Bonyhád, județul Tolna, Ungaria, având o populație de 397 de locuitori (2011). 

## Demografie
Componența etnică a satului Mucsfa
     Maghiari (95,5%)
     Germani (2,65%)
     Romi (1,06%)
     Români (0,79%)
Componența confesională a satului Mucsfa
     Romano-catolici (61,71%)
     Reformați (13,6%)
     Fără religie (2,52%)
     Luterani (1,01%)
     Necunoscută (21,16%)
Conform recensământului din 2011, satul Mucsfa avea 397 de locuitori. Din punct de vedere etnic, majoritatea locuitorilor (95,5%) erau maghiari, existând și minorități de germani (2,65%) și romi (1,06%).  Din punct de vedere confesional, majoritatea locuitorilor (61,71%) erau romano-catolici, existând și minorități de reformați (13,6%), persoane fără religie (2,52%) și luterani (1,01%). Pentru 21,16% din locuitori nu este cunoscută apartenența confesională.